# Камерна музика
Камерна музика (фр. musique de chambre) је област класичне музике. То је уметничка музика коју изводи група музичара (било вокално или инструментално) која би могла да стане у мањи простор, у „собу“ (итал. camera = соба). Другим речима, то је собна музика, тј. музика са мањим бројем инструмената (од 2-20 извођача), која је намењена за мањи простор и ужи круг слушалаца са интимном атмосфером дома. Камерна музика је уједно и музички предмет који се изучава у музичким школама и музичким факултетима (академијама).
Због њене интимне природе, камерна музика је била описана као „музика пријатеља”. Током више од 100 година су камерну музику углавном свирали у својим домовима аматерски музичари. И у данашње време, када је извођење коморне музике прешло из домова у концертне дворане, многи музичари, аматери и професионалци, и даље свирају коморну музику ради личног задовољства. Извођење камерне музике захтева посебне вештине, музичке и друштвене, које се разликују од вештина потребних за свирање соло или симфонијских дела.
Јохан Волфганг Гете је описао камерну музику (а посебно музику гудачког квартета) као „разговор четири рационална човека”. Ова конверзациона парадигма – која одражава начин на који један инструмент уводи мелодију или мотив, и затим други инструменти накнадно „одговарају” са сличним мотивом – је била нит уткана током целокупне историје композиција камерне музике од краја 18. века до данашње доба. Аналогија са конверзацијом се често среће у описима и анализама композиција камерне музике.

## Врсте камерне музике
Камерна музика може бити:
1. Вокална
2. Инструментална и
3. Вокално-инструментална

| Напомена. | У камерну музику не потпада солистичка музика. |

## Основне карактеристике камерне музике
Због своје интимне природе, камерна музика је описана као „музика пријатеља.” За више од 200 година, камерну музику су првенствено изводили музичари аматери у својим домовима, што је случај и данас, јер многи музичари (аматери и професионалци) и даље свирају камерну музику за сопствено задовољство. Ипак, камерна музике је премештена из куће у концертне дворане.
Чувени Јохан Волфганг фон Гете камерну музику (конкретно, гудачки квартет) описао је као „Разговор четворо разумних људи." Овај конверзациони образац је био нит ткан кроз историју композиције камерне музике с краја 18. века до данас. Аналогија са конверзацијом понавља се у описима и анализама композиција камерне музике.
Камерно музицирање захтева посебне вештине и знања, која се разликују од вештина потребних за соло извођење или за свирање симфонијских дела.
Основне карактеристике камерне музике су:
1. Равноправност свих извођача и њихових деоница. Свако истицање појединог учесника нарушава камерну атмосферу, доминација једне деонице је одлика солистичке музике.
2. Самосталност деоница. Ова карактеристика не искључује могућност повременог унисона деонице са неком другом деоницом.
3. Камерни стил музицирања - интиман, топао и мек звук, без претензија за ефектом, са много изражајности, уздржаности музицирања и лирике; богатство артикулација.

## Историја
Од својих најранијих почетака у средњовековном периоду до данас, камерна музика је била одраз промена у технологији и друштву која ју је произвела.

### Рани почеци
Током средњег века и ране ренесансе, инструменти су првенствено кориштени као пратња за певаче. Гудачи су свирали заједно са мелодијском линијом певача. Постојали су и чисто инструментални ансамбли, често гудачки претходници фамилије виолина, звани консорти.
Неки аналитичари сматрају да је извор класичног инструменталног ансамбла sonata da camera (камерна соната) и sonata da chiesa (црквена соната). То су биле композиције за један до пет или више инструмената. Камерна соната је била свита састављена од спорог и брзог става, прошарана са плесним нумерама; соната да киеса је била иста, али су плесови изостављени. Ови облици су се постепено развили у трио сонату барока – два високотонска инструмента и бас инструмент, често са клавијатуром или другим акордским инструментом (чембало, оргуље, харфа или лаута, на пример) који испуњавају хармонију. И бас инструмент и акордални инструмент би свирали део басо континуо.
У периоду барока камерна музика као жанр није била јасно дефинисана. Често су се дела могла свирати на разним инструментима, у оркестарским или камерним ансамблима. Уметност фуге Јохана Себастијана Баха, на пример, може се свирати на клавијатурном инструменту (чембало или оргуље) или у гудачком квартету или гудачком оркестру. Инструментација трио соната је такође често била флексибилно специфицирана; неке од Хендлових соната су партитурисане за „немачку флауту, хобој [обоу] или виолину“ Бас линије су могле да се свирају виолоном, виолончелом, теорбом или фаготом, а понекад би се три или четири инструмента спојила у бас линију унисоно. Понекад су композитори мешали ставове за камерне ансамбле са оркестарским ставовима. Телеманов 'Тафелмусик' (1733), на пример, има пет сетова ставова за различите комбинације инструмената, који се завршавају комплетном оркестарском секцијом.

 Ј. С. Бах: Трио соната на веб-сајту  из Музичке понуде, у извођењу ансамбла Бриланте

Барокна камерна музика је често била контрапунктна; то јест, сваки инструмент је свирао исте мелодијске материјале у различито време, стварајући сложену, испреплетену тканину звука. Пошто је сваки инструмент свирао у суштини исте мелодије, сви инструменти су били једнаки. У трио сонати често нема асцендентног или соло инструмента, али сва три инструмента деле једнак значај.
Хармонска улога коју су играли клавијатура или други акордски инструмент била је помоћна, а део за клавијатуру обично није био ни исписан; пре, акордна структура дела је одређена нумеричким кодовима преко бас линије, која се назива генерални бас.
У другој половини 18. века, укуси су почели да се мењају: многи композитори су више волели нови, лакши Галант стил, са „тањом текстуром, ... и јасно дефинисаном мелодијом и басом“ у односу на сложеност контрапункта. Сада је настао нови обичај који је изнедрио нови облик камерне музике: серенаду. Покровитељи су позивали уличне музичаре да свирају вечерње концерте испод балкона својих домова, својих пријатеља и љубавника. Патрони и музичари су наручивали композиторе да напишу одговарајуће свите игара и мелодија за групе од два до пет или шест играча. Ова дела су се звала серенаде, ноктурна, дивертименти или касације. Млади Јозеф Хајдн је добио наруџбине да напише неколико ових радова.

### Хајдн, Моцарт и класични стил
Џозеф Хајдн је генерално заслужан за стварање модерне форме камерне музике какву познајемо, иако данашњи научници као што је Роџер Хикман тврде да је „идеја да је Хајдн измислио гудачки квартет и сам унапредио жанр заснована само на нејасној представи о правој историји овог жанра осамнаестог века.“ Типични гудачки квартет тог периода састојао би се од
- Почетни став у сонатној форми, обично са две супротстављене теме, након чега следи развојни део где се тематски материјал трансформише и транспонује, а завршава се рекапитулацијом почетне две теме.
- Лирски став у спором или умереном темпу, понекад изграђен од три дела која се понављају редоследом А–Б–Ц–А–Б–Ц, а понекад и скупом варијација.
- Менует или скерцо, лагани став у три четвртине времена, са главном секцијом, контрастном трио секцијом и понављањем главног дела.
- Брза финална секција у облику рондоа, серија контрастних делова са главним рефреном који отвара и затвара покрет, и понавља се између сваке секције.

Хајдн није био једини композитор који је развијао нове модове камерне музике. Чак и пре Хајдна, многи композитори су већ експериментисали са новим формама. Ђовани Батиста Самартини, Игнац Холцбауер и Франц Ксавер Рихтер писали су претече гудачког квартета. Франц Игнац фон Бик (1733-1803), са својим клавирским квинтетом у А-молу (1770) и 17 гудачких квартета, такође је био један од пионира камерне музике класичног периода.
Други познати композитор камерне музике тог периода био је Волфганг Амадеус Моцарт. Моцартових седам клавирских трија и два клавирска квартета први су применили конверзацијски принцип на камерну музику са клавиром. Хајднови клавирски триои су у суштини клавирске сонате у којима виолина и виолончело играју углавном споредне улоге, удвостручујући високе и бас линије клавирске партитуре. Али Моцарт даје гудачима независну улогу, користећи их као контраст клавиру и додаје њихове индивидуалне гласове разговору о камерној музици.
Моцарт је у арсенал камерне музике увео новоизмишљени кларинет, са Кегелштат триом за виолу, кларинет и клавир, К. 498, и Квинтетом за кларинет и гудачки квартет, К. 581. Окушао се и у другим иновативним ансамблима, укључујући квинтет за виолину, две виоле, виолончело и хорну, К. 407, квартетима за флауту и гудаче и разним комбинацијама дувачких инструмената. Написао је шест гудачких квинтета за две виолине, две виоле и виолончело, који истражују богате тенорске тонове виола, додајући нову димензију разматрању о гудачком квартету.
Моцартови гудачки квартети сматрају се врхунцем класичне уметности. Шест гудачких квартета које је посветио Хајдну, свом пријатељу и ментору, инспирисало је старијег композитора да каже Моцартовом оцу: „Кажем ти пред Богом као поштен човек да је твој син највећи композитор који ми је познат било лично или по репутацији. Има укус и, штавише, најдубље познавање композиције.”
Многи други композитори су током овог периода писали камерне композиције које су биле популарне у то време и које се свирају и данас. Луиђи Бокерини, италијански композитор и виолончелиста, написао је скоро стотину гудачких квартета и више од сто квинтета за две виолине, виолу и два виолончела. У овом иновативном ансамблу, који је касније користио Шуберт, Бокерини даје блиставе, виртуозне солое главном виолончелу, као излог за сопствено свирање. Виолиниста Карл Дитерс фон Дитерсдорф и виолончелиста Јохан Баптист Ванхал, који су свирали пикап квартете са Хајдном на другој виолини и Моцартом на виоли, били су популарни композитори камерне музике тог периода.

### Од куће до сале
Драматичне промене у друштву и у музичкој технологији у 19. веку имале су далекосежне последице на камерну музику, њено извођаштво и компоновање.

## Ансамбли
Стандардни репертоар за камерне ансамбле је веома богат, а целокупност камерне музике у штампаном - нотном облику је скоро неограничен. Прикажимо само делимичну листу постојећих врста музичких ансамбала које налазимо у камерној музици.
- Према броју извођача камерни ансамбли могу бити:

Дуо, трио, квартет, квинтет, октет, секстет, септет, октет итд.
- Ако желимо нагласити који инструменти учествују, онда се каже гудачки дуо, гудачки трио, гудачки квартет итд. Ако учествују дувачки инструменти, каже се дувачки трио, дувачки квартет, дувачки квинтет итд.
- Ако поред гудачких инструмената учествује и клавир, за такав ансамбл се каже клавирски трио, клавирски квартет, клавирски квинтет итд.
- Ако у ансамблу свирају само гудачи, то је гудачки оркестар.
- Ако у ансамблу са гудачима свира и мањи бој дувача, по 1-2 из неке групе (обоа, флаута, хорна), то је онда камерни оркестар.